# Партеногенеза
Партеногенеза (от гръцки: παρθένος (partenos) „девствен“ и γένεσις (genesis) „раждане“) е вид размножаване, при което жизнеспособни индивиди се развиват от неоплодени яйцеклетки. Среща се при някои низши растения, безгръбначни (Strongyloides stercoraralis) и гръбначни животни (влечуги, риби — например акулите и много рядко при някои птици), при пчелите. Понякога терминът се използва неточно и за самооплождането, типично за хермафродитните видове.
Поколението на партеногенезата винаги е женско при наличие на ХX хромозомна полова система, но при някои видове могат да се получат и мъжки индивиди ако половата система е с ZW хромозомна полова система, където двойната хромозома определя пола, защото при партеногенезета ще се дублира само едната полова хромозома. Тези поколения може да имат възможността за полово размножаване, но само ако принципно е заложено такова. Това ще рече, че при изолиран женски индивид, партеногенезата може да даде мъжко поколение с което изолираната майка да извърши полово размножаване и запазване на вида.
Като при всички видове безполово размножаване, съществуват плюсове и минуси. Плюсовете се обособяват във възможността за размножаване без нуждата от мъжки индивид, а минусите са ниското генетично разнообразие и обогатяване както и възможността за развитие на мутации.
Съществуват видове растения, които се размножават безполово чрез партеногенеза, но имат възможността за полово размножаване. Въпреки това, мъжки индивиди не са били открити.

## Партеногенеза при различните класове животни

### Насекоми
Насекоми из цялата планета имат възможността за безполово размножаване чрез партеногенеза. Същестуват видове бактерии, мравки, оси, скорпиони, използващи този вид безполово размножаване.
Има много видове насекоми, които могат да се размножават чрез партногенеза, но най-известните сред тях са пчелите.
Кралицата пчела е еинствената плодовита женска в колонията. Ако тя загине без възможността за заместваща кралица, не е нечувано работничките пчели да почнат да снасят яйца. Но работничките нямат възможност за чифтосване, затова яйцата остават неоплодени и се разждат само търтеи, в което се състои партеногенезата. Рано или късно работничките загиват и остават многобройните търтеи, които ги последват. Така в невъзможността да се раждат нови работнички, колонията загива.
Случая на пчелите е прост. Оплодените яйца, снесени от кралицата, дават работнички, а неоплодените дават търтеи. В колонията кралицата е една, търтеите няколкостотин, а работничките 40 000-80 000.

### Ракообразни
Предполага се, че много видове раци се размножават освен полово, чрез партеногенеза.

### Влечуги
Повечето влечуги се размножават полово, но в някои видове се наблюдава партеногенезата като вариант за размножаване. Сред тях са дългоопашатите гущери, нощни гущери, скални гущери, Браминска червейница и комодските варани.
Изследвани са около 15 вида гущери, които се размножават чрез партеногенеза. Открито е, че те са кръстоски между видове, които са се размножавали полово, сега обединени в съществуващите полиплоидни индивиди.